# Задругата на пръстена
„Задругата на пръстена“ (на английски: The Fellowship of the Ring) е първият от трите тома на епоса „Властелинът на пръстените“ на английския писател Джон Роналд Руел Толкин. Официално книгата е издадена за пръв път на 29 юли 1954 г. в Великобритания.
Книгата включва първите два от шестте тома, които съставят цикъла „Властелинът на пръстените“. Толкин не им дава отделни имена; при по-късни издания синът му Кристофър Толкин им дава имената „Завръщането на сянката“ и „Задругата на пръстена“.

## Сюжет
Внимание:  Текстът по-долу разкрива сюжета на произведението (или части от него)!
Действието в книгата започва с това как хобитът Фродо Торбинс бяга от родното си Графство, опитвайки се да избяга от слугите на тъмния владетел Саурон. В началото е описано Графството и причините, които довеждат до приключението на Фродо. Саурон иска да се добере до Единствения пръстен, който би му дал мощта да управлява цялата Средна земя. Пръстенът обаче се оказва у Фродо Торбинс, и той попада в центъра на приключение.
Следвайки напътствията на вълшебника Гандалф, Фродо напуска родното си Графство като взима със себе си и Пръстена. Той се опитва да достигне до Ломидол, където да бъде в безопасност от слугите на Саурон, и където ще бъде решена по-нататъшната съдба на Единствения пръстен.
В своето пътешествие той е придружаван от Мери (Мериадок), Пипин (Перигрин) и Сам (Самознай). От самото начало на тяхното пътешествие те са преследвани от Черните ездачи, които са слуги на Пръстена и се подчиняват на Саурон. Като срещат различни опасности и трудности и се запознават с Том Бомбадил те достигат до Брее. В Брее те срещат Бързоход, който е приятел на Гандалф. Той се присъединява към тяхната група, за да им помага по пътя за Ломидол.
Втората книга описва престоя на Фродо и другите хобити в Ломидол, където се решава Пръстенът да бъде унищожен във вулкана Ородруин (Съдбовния връх), намиращ се в Мордор. Освен Фродо и другите хобити в групата, която трябва да отнесе и унищожи Пръстена, участват още: два човека - Арагорн (Бързоход) и Боромир, който е син на господаря на Гондор (човешкото кралство); елфическият принц Леголас; старият приятел на Фродо – Гандалф и джуджето Гимли. Така задругата става от девет члена.
Те решават да прекосят Мъгливите планини, но тъй като проходът през планината е затворен от лошото време, поемат по пътя през мините на Мория, някога подземно кралство на джуджетата, но сега пълно с орки и други зли създания. В Мория Гандалф пропада в бездната в схватка със зъл огнен демон от древността, наречен Балрог.
Задругата от останалите осем души продължава до елфическото кралство Лотлориен, където получават различни дарове, които по-късно оказват сериозно влияние върху хода на историята. След края на престоя си те продължават с лодки по течението на реката Андуин. Тогава Фродо разбира, че силата на Пръстена влияе на някои от членовете на задругата, като ги изкушава. Боромир се опитва да отнеме Пръстена от Фродо, а след това е убит от орките, които атакуват лагера на задругата.
Книгата завършва с това как Фродо и Сам тръгват сами към Мордор, а Арагорн, Леголас и Гимли, поемат след орките, за да освободят пленените Мери и Пипин. Така задругата се разрушава.
| Предишна: | Поредица:                 | Следваща:  |
| --------- | ------------------------- | ---------- |
| няма      | Властелинът на пръстените | Двете кули |